# European League 2008
L'European League 2008 si è svolta dal 13 giugno al 20 luglio 2008: al torneo hanno partecipato nove squadre nazionali europee e la vittoria finale è andata per la prima volta alla Slovacchia.

## Regolamento

### Formula
Le squadre hanno disputato una prima fase a gironi con formula del girone all'italiana, con gare di andata e ritorno e doppio confronto: al termine della prima fase, la prima classificata di ogni girone e la squadra del paese organizzatore (se questa rientra tra i precedenti criteri di qualificazione si è qualificata la migliore seconda classificata) hanno acceduto alla fase finale strutturata in semifinali, finale per il terzo posto e finale.

### Criteri di classifica
Per ogni partita sono stati assegnati 2 punti alla squadra vincente ed 1 punto alla squadra sconfitta.
L'ordine del posizionamento in classifica è stato definito in base a:
- Punti;
- Ratio dei set vinti/persi;
- Ratio dei punti realizzati/subiti;
- Risultati degli scontri diretti.

## Squadre partecipanti
| Squadra     | Qualificazione | Ultima partecipazione |
| ----------- | -------------- | --------------------- |
| Austria     | Wild card      | Debutto               |
| Bielorussia | Wild card      | Debutto               |
| Germania    | Wild card      | European League 2007  |
| Grecia      | Wild card      | European League 2007  |
| Paesi Bassi | Wild card      | European League 2007  |
| Portogallo  | Wild card      | European League 2007  |
| Regno Unito | Wild card      | Debutto               |
| Slovacchia  | Wild card      | European League 2007  |
| Turchia     | Wild card      | European League 2007  |

## Torneo

### Fase a gironi
| Girone A    | Girone B    |
| ----------- | ----------- |
| Grecia      | Austria     |
| Paesi Bassi | Bielorussia |
| Portogallo  | Germania    |
| Regno Unito | Turchia     |
| Slovacchia  | -           |

#### Girone A

##### Risultati

###### Primo turno
| 13 giugno 2008 Sport Hall Borik, Žilina Durata: 2h:14 - Spettatori: 200   | Grecia      | 2 - 3 | Paesi Bassi | 25-18, 25-22, 32-34, 20-25, 13-15 |
| 13 giugno 2008 Sport Hall Borik, Žilina Durata: 1h:13 - Spettatori: 600   | Slovacchia  | 3 - 0 | Regno Unito | 25-12, 25-15, 25-16               |
| 14 giugno 2008 Sport Hall Borik, Žilina Durata: 1h:13 - Spettatori: 200   | Regno Unito | 0 - 3 | Paesi Bassi | 22-25, 20-25, 16-25               |
| 14 giugno 2008 Sport Hall Borik, Žilina Durata: 1h:28 - Spettatori: 900   | Slovacchia  | 3 - 0 | Grecia      | 25-21, 25-23, 25-19               |
| 15 giugno 2008 Sport Hall Borik, Žilina Durata: 1h:16 - Spettatori: 150   | Grecia      | 3 - 0 | Regno Unito | 25-18, 25-20, 25-17               |
| 15 giugno 2008 Sport Hall Borik, Žilina Durata: 2h:13 - Spettatori: 1 400 | Paesi Bassi | 3 - 2 | Slovacchia  | 25-22, 25-19, 22-25, 19-25, 15-11 |

###### Secondo turno
| 19 giugno 2008 ?, Larissa Durata: 1h:44 - Spettatori: 75  | Slovacchia  | 1 - 3 | Paesi Bassi | 20-25, 25-17, 19-25, 21-25        |
| 19 giugno 2008 ?, Larissa Durata: 1h:22 - Spettatori: 800 | Portogallo  | 0 - 3 | Grecia      | 22-25, 23-25, 17-25               |
| 20 giugno 2008 ?, Larissa Durata: 2h:18 - Spettatori: 100 | Portogallo  | 2 - 3 | Slovacchia  | 25-19, 21-25, 25-22, 21-25, 13-15 |
| 20 giugno 2008 ?, Larissa Durata: 2h:10 - Spettatori: 850 | Grecia      | 2 - 3 | Paesi Bassi | 21-25, 20-25, 25-19, 25-21, 15-17 |
| 21 giugno 2008 ?, Larissa Durata: 1h:25 - Spettatori: 50  | Paesi Bassi | 3 - 0 | Portogallo  | 25-22, 25-19, 25-22               |
| 21 giugno 2008 ?, Larissa Durata: 1h:30 - Spettatori: 650 | Grecia      | 3 - 0 | Slovacchia  | 25-22, 25-22, 25-21               |

###### Terzo turno
| 27 giugno 2008 ?, Sheffield Durata: 1h:59 - Spettatori: 600 | Portogallo  | 1 - 3 | Regno Unito | 27-25, 17-25, 23-25, 22-25        |
| 27 giugno 2008 ?, Sheffield Durata: 1h:23 - Spettatori: 100 | Slovacchia  | 3 - 0 | Grecia      | 25-21, 25-15, 25-23               |
| 28 giugno 2008 ?, Sheffield Durata: 1h:52 - Spettatori: 250 | Grecia      | 1 - 3 | Portogallo  | 21-25, 19-25, 25-20, 21-25        |
| 28 giugno 2008 ?, Sheffield Durata: 1h:32 - Spettatori: 450 | Regno Unito | 0 - 3 | Slovacchia  | 23-25, 22-25, 29-31               |
| 29 giugno 2008 ?, Sheffield Durata: 1h:16 - Spettatori: 100 | Portogallo  | 0 - 3 | Slovacchia  | 15-25, 15-25, 12-25               |
| 29 giugno 2008 ?, Sheffield Durata: 2h:11 - Spettatori: 300 | Regno Unito | 3 - 2 | Grecia      | 25-19, 23-25, 19-25, 25-21, 15-10 |

###### Quarto turno
| 4 luglio 2008 Topsportcentrum Rotterdam, Rotterdam Durata: 2h:28 - Spettatori: 120   | Slovacchia  | 3 - 2 | Portogallo  | 21-25, 25-21, 25-23, 22-25, 15-13 |
| 4 luglio 2008 Topsportcentrum Rotterdam, Rotterdam Durata: 1h:15 - Spettatori: 650   | Paesi Bassi | 3 - 0 | Regno Unito | 25-23, 25-13, 25-11               |
| 5 luglio 2008 Topsportcentrum Rotterdam, Rotterdam Durata: 1h:24 - Spettatori: 350   | Portogallo  | 3 - 0 | Regno Unito | 25-19, 25-23, 25-21               |
| 5 luglio 2008 Topsportcentrum Rotterdam, Rotterdam Durata: 2h:13 - Spettatori: 1 550 | Slovacchia  | 2 - 3 | Paesi Bassi | 20-25, 25-22, 25-21, 20-25, 11-15 |
| 6 luglio 2008 Topsportcentrum Rotterdam, Rotterdam Durata: 1h:46 - Spettatori: 1 500 | Paesi Bassi | 3 - 1 | Portogallo  | 25-16, 20-25, 25-15, 25-22        |
| 6 luglio 2008 Topsportcentrum Rotterdam, Rotterdam Durata: 1h:24 - Spettatori: 300   | Regno Unito | 0 - 3 | Slovacchia  | 14-25, 25-27, 23-25               |

###### Quinto turno
| 11 luglio 2008 Pavilhão Municipal, Póvoa de Varzim Durata: 1h:42 - Spettatori: 75    | Paesi Bassi | 3 - 1 | Grecia      | 25-20, 23-25, 25-15, 25-19 |
| 11 luglio 2008 Pavilhão Municipal, Póvoa de Varzim Durata: 1h:16 - Spettatori: 225   | Regno Unito | 0 - 3 | Portogallo  | 22-25, 15-25, 20-25        |
| 12 luglio 2008 Pavilhão Municipal, Póvoa de Varzim Durata: 1h:16 - Spettatori: 50    | Regno Unito | 0 - 3 | Paesi Bassi | 22-25, 15-25, 19-25        |
| 12 luglio 2008 Pavilhão Municipal, Póvoa de Varzim Durata: 1h:56 - Spettatori: 1 200 | Portogallo  | 3 - 1 | Grecia      | 25-20, 25-16, 27-29. 25-22 |
| 13 luglio 2008 Pavilhão Municipal, Póvoa de Varzim Durata: 1h:42 - Spettatori: 100   | Grecia      | 3 - 1 | Regno Unito | 25-17, 25-20, 24-26, 25-11 |
| 13 luglio 2008 Pavilhão Municipal, Póvoa de Varzim Durata: 1h:16 - Spettatori: 1 400 | Portogallo  | 0 - 3 | Paesi Bassi | 19-25, 24-26, 18-25        |

##### Classifica
| Pos. | Squadra     | Pt | G  | V  | P  | SV | SP | Ratio | PF    | PS    | Ratio |
| ---- | ----------- | -- | -- | -- | -- | -- | -- | ----- | ----- | ----- | ----- |
| 1    | Paesi Bassi | 24 | 12 | 12 | 0  | 36 | 11 | 3,273 | 1 096 | 951   | 1,152 |
| 2    | Slovacchia  | 20 | 12 | 8  | 4  | 29 | 16 | 1,812 | 1 025 | 936   | 1,095 |
| 3    | Grecia      | 16 | 12 | 4  | 8  | 21 | 25 | 0,840 | 1 019 | 1 029 | 0,990 |
| 4    | Portogallo  | 16 | 12 | 4  | 8  | 18 | 26 | 0,692 | 954   | 1 003 | 0,951 |
| 5    | Regno Unito | 14 | 12 | 2  | 10 | 7  | 33 | 0,212 | 796   | 971   | 0,820 |

      Qualificata alle semifinali.

#### Girone B

##### Risultati

###### Primo turno
| 20 giugno 2008 SK Olimpiets, Mahilëŭ Durata: 2h:06 - Spettatori: 200   | Germania    | 3 - 2 | Austria     | 22-25, 25-20, 25-19, 20-25, 15-10 |
| 20 giugno 2008 SK Olimpiets, Mahilëŭ Durata: 2h:12 - Spettatori: 1 500 | Bielorussia | 3 - 2 | Turchia     | 25-22, 22-25, 25-23, 16-25, 15-12 |
| 21 giugno 2008 SK Olimpiets, Mahilëŭ Durata: 1h:56 - Spettatori: 200   | Turchia     | 3 - 1 | Germania    | 12-25, 25-23, 25-23, 25-20        |
| 21 giugno 2008 SK Olimpiets, Mahilëŭ Durata: 2h:18 - Spettatori: 1 600 | Austria     | 2 - 3 | Bielorussia | 24-26, 25-21, 25-20, 15-17        |
| 22 giugno 2008 SK Olimpiets, Mahilëŭ Durata: 1h:52 - Spettatori: 150   | Turchia     | 3 - 1 | Austria     | 25-22, 23-25, 25-17, 25-23        |
| 22 giugno 2008 SK Olimpiets, Mahilëŭ Durata: 2h:11 - Spettatori: 1 800 | Bielorussia | 3 - 2 | Germania    | 25-21, 25-22, 16-25, 23-25, 21-19 |

###### Secondo turno
| 27 giugno 2008 Ankara Atatürk Spor Salonu, Ankara Durata: 1h:16 - Spettatori: 100   | Bielorussia | 0 - 3 | Germania    | 19-25, 21-25, 22-25               |
| 27 giugno 2008 Ankara Atatürk Spor Salonu, Ankara Durata: 1h:48 - Spettatori: 1 400 | Austria     | 1 - 3 | Turchia     | 25-22, 17-25, 15-25, 21-25        |
| 28 giugno 2008 Ankara Atatürk Spor Salonu, Ankara Durata: 1h:34 - Spettatori: 250   | Germania    | 0 - 3 | Austria     | 23-25, 22-25, 22-25               |
| 28 giugno 2008 Ankara Atatürk Spor Salonu, Ankara Durata: 1h:42 - Spettatori: 1 500 | Turchia     | 3 - 1 | Bielorussia | 25-19, 17-25, 26-24, 25-21        |
| 29 giugno 2008 Ankara Atatürk Spor Salonu, Ankara Durata: 2h:00 - Spettatori: 1 000 | Bielorussia | 3 - 1 | Austria     | 25-23, 27-25, 26-28, 25-21        |
| 29 giugno 2008 Ankara Atatürk Spor Salonu, Ankara Durata: 2h:20 - Spettatori: 3 000 | Turchia     | 2 - 3 | Germania    | 26-24, 23-25, 20-25, 25-21, 10-15 |

###### Terzo turno
| 3 luglio 2008 Trier Arena, Treviri Durata: 1h:53 - Spettatori: 200 | Turchia     | 1 - 3 | Austria     | 25-22, 19-25, 20-25, 18-25        |
| 3 luglio 2008 Trier Arena, Treviri Durata: 1h:47 - Spettatori: 550 | Bielorussia | 1 - 3 | Germania    | 23-25, 17-25, 25-23, 18-25        |
| 4 luglio 2008 Trier Arena, Treviri Durata: 2h:13 - Spettatori: 220 | Turchia     | 3 - 2 | Bielorussia | 19-25, 25-21, 25-20, 23-25, 17-15 |
| 4 luglio 2008 Trier Arena, Treviri Durata: 1h:29 - Spettatori: 650 | Germania    | 3 - 0 | Austria     | 26-24, 25-18, 27-25               |
| 5 luglio 2008 Trier Arena, Treviri Durata: 1h:19 - Spettatori: 450 | Austria     | 0 - 3 | Bielorussia | 18-25, 21-25, 18-25               |
| 5 luglio 2008 Trier Arena, Treviri Durata: 1h:13 - Spettatori: 800 | Germania    | 3 - 0 | Turchia     | 25-18, 25-10, 25-21               |

###### Quarto turno
| 11 luglio 2008 ?, Sankt Anton am Arlberg Durata: 1h:49 - Spettatori: 100 | Germania    | 3 - 1 | Turchia     | 25-23, 21-25, 25-15, 25-22 |
| 11 luglio 2008 ?, Sankt Anton am Arlberg Durata: 1h:32 - Spettatori: 150 | Austria     | 0 - 3 | Bielorussia | 28-30, 22-25, 22-25        |
| 12 luglio 2008 ?, Sankt Anton am Arlberg Durata: 1h:23 - Spettatori: 120 | Turchia     | 3 - 0 | Bielorussia | 25-22, 25-19, 25-22        |
| 12 luglio 2008 ?, Sankt Anton am Arlberg Durata: 1h:30 - Spettatori: 180 | Germania    | 0 - 3 | Austria     | 22-25, 22-25, 22-25        |
| 13 luglio 2008 ?, Sankt Anton am Arlberg Durata: 1h:25 - Spettatori: 100 | Bielorussia | 0 - 3 | Germania    | 21-25, 21-25, 32-34        |
| 13 luglio 2008 ?, Sankt Anton am Arlberg Durata: 1h:34 - Spettatori: 150 | Austria     | 3 - 0 | Turchia     | 25-23, 25-23, 25-23        |

##### Classifica
| Pos. | Squadra     | Pt | G  | V | P | SV | SP | Ratio | PF    | PS   | Ratio |
| ---- | ----------- | -- | -- | - | - | -- | -- | ----- | ----- | ---- | ----- |
| 1    | Germania    | 20 | 12 | 8 | 4 | 27 | 18 | 1,500 | 1 059 | 970  | 1,092 |
| 2    | Turchia     | 20 | 12 | 8 | 4 | 29 | 16 | 1,812 | 1025  | 936  | 1,095 |
| 3    | Bielorussia | 16 | 12 | 4 | 8 | 21 | 25 | 0,840 | 1019  | 1029 | 0,990 |
| 4    | Austria     | 16 | 12 | 4 | 8 | 18 | 26 | 0,692 | 954   | 1003 | 0,951 |

      Qualificata alle semifinali.

### Fase finale
Tabellone

#### Semifinali
| 19 luglio 2008 Bursa Atatürk Spor Salonu, Bursa Durata: 2h:15 - Spettatori: 2 000 | Slovacchia  | 3 - 2 | Germania | 27-25, 25-21, 13-25, 17-25, 19-17 |
| 19 luglio 2008 Bursa Atatürk Spor Salonu, Bursa Durata: 2h:02 - Spettatori: 3 000 | Paesi Bassi | 3 - 1 | Turchia  | 25-21, 25-19, 31-33, 25-16        |

#### Finale 3º posto
| 20 luglio 2008 Bursa Atatürk Spor Salonu, Bursa Durata: 2h:12 - Spettatori: 2 000 | Germania | 2 - 3 | Turchia | 25-23, 25-23, 16-25, 22-25, 13-15 |

#### Finale
| 20 luglio 2008 Bursa Atatürk Spor Salonu, Bursa Durata: 1h:46 - Spettatori: 1 000 | Slovacchia | 3 - 1 | Paesi Bassi | 25-21, 25-18, 20-25, 25-23 |

## Classifica finale
| Pos     | Squadra     | Rosa |
| ------- | ----------- | --- |
| Oro     | Slovacchia  | Formazione: Bencz, Červeň, Jakubov, Janušek, Joščák, Kmeť, Kohút, Masný, Nemec, Ochodnický, Ondrušek, Patúc, Pipa, Sopko, Zaťko, CT: Zanini                                                                            |
| Argento | Paesi Bassi | Formazione: Klapwijk, Kooy, Lorsheijd, Maan, Mast, Ri. Rademaker, Ro. Rademaker, Rauwerdink, Snippe, Stoltz, Sturkenboom, van der Mark, van Dijk, van Harskamp, Vlam, CT: van Erp                                      |
| Bronzo  | Turchia     | Formazione: Barış, Batur, Cin, Dağcı, Dünge, Durgut, Ekşi, Emet, Güç, Kıdoğlu, Kıyak, Kurtar, Şahin, Toçoğlu, Toğan, CT: Polidori                                                                                      |
| 4       | Germania    | Formazione: Andrae, Bakumovski, Bauer, Böhme, Dehne, Grozer, Günthör, Kampa, Kröger, Kromm, Mayer, Popp, Schöps, Schwarz, Siebeck, M. Steuerwald, P. Steuerwald, Tille, Tischer, Umlauft, Westphal, CT: Moculescu      |
| 5       | Bielorussia | Formazione: Akulič, Antonavič, Aplevič, Aŭdočanka, Busel, Haramykin, Kitun, Klyšėŭski, Kuraš, Licharad, Michnjuk, Osipaŭ, Rusak, Vjarcelka, Žahzdryn, CT: Sinhaeŭski                                                   |
| 6       | Grecia      | Formazione: Aggelopoulos, Chatzīīliadīs, Đurić, Finos, Fragkos, Horčanjuk, Kanellos, Karagiannīs, Karypidīs, Kouzounīs, Nikīforidīs, Papadīmītriou, Pelekoudas, Prousalīs, Roumeliōtīs, Smaragdīs, Tsergas, CT: Leōnīs |
| 7       | Austria     | Formazione: Binder, Gavan, Guttmann, Haidbauer, Kroiss, Laimer, Laure, Lechthaler, Mellitzer, Moser, Novak, Reiser, Schneider, Schützenhofer, Weber, Wohlfahrtstätter, CT: Cuello                                      |
| 8       | Portogallo  | Formazione: Cruz, dos Santos, Ferreira, Frada, Gonçalves, José, Lages, Lopes, Peixoto, Reis, Rocha, E. Sequeira, V. Sequeira, Teixeira, CT: Schmidt                                                                    |
| 9       | Regno Unito | Formazione: Bakare, Bennett, Benson, Glissov, Herley, Howe, Lamont, McGivern, Miller, O'Malley, Pink, Pipes, Plotyczer, Weemes, CT: Brokking                                                                           |

## Premi individuali
| Premio                | Nome                 | Squadra     |
| --------------------- | -------------------- | ----------- |
| MVP                   | Martin Sopko         | Slovacchia  |
| Miglior realizzatore  | György Grozer        | Germania    |
| Miglior attaccante    | Volkan Güc           | Turchia     |
| Miglior muro          | Tomáš Kmeť           | Slovacchia  |
| Miglior servizio      | Martin Sopko         | Slovacchia  |
| Miglior palleggiatore | Yannick van Harskamp | Paesi Bassi |
| Miglior ricevitore    | Ferdinand Tille      | Germania    |
| Miglior libero        | Jelte Maan           | Paesi Bassi |